# 張家樓耶穌聖心堂
张家楼耶稣圣心堂是上海市浦东新区的一座天主教教堂，在金桥镇红枫路151号。
张家楼耶稣圣心堂原址在张家楼村东北首41号。始建于1774年，名寻获十字架小堂。张家楼村是一个始于明代的天主教村庄。
1843年，寻获十字架小堂扩建为圣盎博罗削堂。1848年9月11日，意大利神父徐类思在张家楼圣盎博罗削堂被祝圣为助理主教，顶塞斯皮斯主教衔。主教府设于此。此时张家楼已成立了修道院。
1865年该堂扩建，可容700人。1875年，该堂教徒达到1000人。1896年，该堂再次扩建，可容千人。1932年，该堂成为总铎座堂。
文化大革命中该堂关闭。2000年，该堂拆除，2002年-2003年在金桥镇红枫路151号重建。